# Lithocarpus corneus
Lithocarpus corneus là một loài thực vật có hoa trong họ Cử. Loài này được (Lour.) Rehder mô tả khoa học đầu tiên năm 1917.